# راپونتیسین
راپونتیسین (به انگلیسی: Rhaponticin) با فرمول شیمیایی C۲۱H۲۴O۹ یک ترکیب شیمیایی با شناسه پاب‌کم ۶۳۷۲۱۳ است. که جرم مولی آن ۴۲۰٬۳۹ g/mol می‌باشد. 